# Henrik Nilsson
Pour les articles homonymes, voir Nilsson.
Henrik Nilsson (né le 15 février 1976  est un kayakiste suédois pratiquant la course en ligne. 